# Dimitar Nenov
Dimitar Nenov (født 19. december 1901 i Razgrad - død 30. august 1953 i Sofia, Bulgarien) var en bulgarsk pianist, komponist, professor og lærer.
Nenov hører sammen med Pancho Vladigerov, Veselin Stoyanov, Lubomir Pipkov og Petko Staynov, til de vigtige komponister og musikere i mellemkrigstidens generation, den såkaldte anden generation af bulgarske komponister. Han har skrevet en symfoni, orkesterværker, koncertmusik, korværker, kammermusik, sange og klaverstykker etc. I (1943) blev han lærer og professor i klaver på Musikkonservatoriet i Sofia. Nenov har haft stor betydning for udviklingen af det bulgarske musikmiljø, og været en betydningsfuld lærer for fremtidige komponister og pianister fra Bulgarien.

## Udvalgte værker
- Symfoni nr. 1 (1922) - for orkester
- Klaverkoncert (1936) - for klaver og orkester
- Ballade nr. 1 (1942) - for klaver og orkester
- Ballade nr. 2 (1943) - for klaver og orkester
- Symfonisk digt (1923) - for orkester
- Rapsodisk fantasi (1938-1940) - for orkester